# Lake Junaluska
Lake Junaluska – jednostka osadnicza w Stanach Zjednoczonych, w stanie Karolina Północna, w hrabstwie Haywood.